# Prins Bernadotte
Prins Bernadotte är en titel som har använts av flera medlemmar av huset Bernadotte. 

## Jean Baptiste Bernadotte
Den franske marskalken Jean Baptiste Bernadotte upphöjdes 1806 av Napoleon I till regerande furste av Pontecorvo (franska: Prince de Pontecorvo). 1810 valdes Bernadotte till svensk kronprins. Han tog då namnet Karl Johan och avsade sig furstendömet Pontecorvo. När Karl Johan blev kung över Sverige och Norge 1818 blev ätten Bernadotte kunglig dynasti. Enligt juristen Gunnar Bramstång avsade sig Karl Johan aldrig sin franska furstevärdighet, vilket skulle innebära att ätten Bernadotte utgör ett före detta regerande furstehus och att dess medlemmar har furstlig värdighet oberoende av deras arvsrätt till den svenska tronen.

## Oscar Bernadotte
Oscar Bernadotte gifte sig den 15 mars 1888 med Ebba Munck af Fulkila. Eftersom hon inte var av furstlig ätt utan "enskild mans dotter" förlorade Oscar i enlighet med den då gällande Successionsordningen arvsrätten till tronen. I samband med detta avsade han sig samtliga kungliga titlar och andra rättigheter han innehaft som medlem av kungahuset. Kung Oscar II beslutade att Oscar skulle "i sin egenskap av Konungason för sin person bibehålla titeln af prins" och att hans hustru därmed skulle tituleras prinsessa. 1892 upphöjdes Oscar till greve av Wisborg av sin morbror storhertig Adolf av Luxemburg. Ett särskilt prinsvapen skapades för Oscar som kombinerade ätterna Vasas och Bernadottes vapen med Gotlands landskapsvapen. Skölden kröntes av en särskild krona med tre höga spetsar prydda av kulor och mellan dem två lägre utan kulor.

## Carl Bernadotte
Carl Bernadotte förlorade sina titlar Sveriges arvfurste och Hertig av Östergötland när han gifte sig med Elsa von Rosen den 6 juli 1937. Dagen före giftermålet upptogs han i den belgiska adeln av kung Leopold III som var gift med Carls syster Astrid. Han fick den personliga adelstiteln Prins Bernadotte, med rätt för hans manliga arvingar att titulera sig greve, samt ett nytt vapen. Prinstiteln blev utdöd när Carls tredje hustru Kristine Bernadotte avled 2014. Carl fick ett barn, grevinnan Madeleine Bernadotte gift Kogevinas. Som furstlig ätt blev Carl Bernadottes gren av släkten Bernadotte medlem i Ointroducerad Adels Förening.

## Sigvard Bernadotte
Sigvard Bernadotte gifte sig den 8 mars 1934 med Erica Patzek. Kung Gustaf V och Sigvards far kronprins Gustaf (VI) Adolf motsatte sig giftermålet. Sigvard förlorade sina kungliga titlar och fick titulera sig Herr Bernadotte. 1951 upphöjdes han till greve av Wisborg av storhertiginnan Charlotte av Luxemburg tillsammans med sin bror Carl Johan Bernadotte och sin kusin Lennart Bernadotte som både hade förlorat arvsrätten och titlar genom sina giftermål. Den 28 maj 1983 tillkännagav Sigvard Bernadotte att han skulle kalla sig "prins Sigvard Bernadotte". 2001 stämde han Sverige inför Europadomstolen för brott mot de mänskliga rättigheterna för att återfå prinstiteln. Han avled 2002, innan domstolens svar, men 2004 meddelade den att Europadomstolen inte tänkte pröva saken eftersom Sverige inte ratificerat konventionen förrän 1953, nästan 20 år efter att han förlorat titeln.